# بالتا بریلوواتس
بالتا بریلوواتس (به صربی: Balta Berilovac) یک روستا در صربستان است که در Knjaževac واقع شده‌است. بالتا بریلوواتس ۱۸۷ نفر جمعیت دارد.